# Мери Рајли
Мери Рајли (енгл. Mary Reilly) је филм из 1996, са Џулијом Робертс у главној улози. Глен Клоус, Џон Малкович и Стивен Фрирс су се после врло успешне драме „Опасне везе“ из 1988, нашли заједно на пројекту. Робертсова је за своју изведбу номинована за Златну малину за најгору глумицу.

## Улоге
| Глумац         | Улога               |
| -------------- | ------------------- |
| Џулија Робертс | Мери Рајли          |
| Глен Клоус     | гђа. Фарадеј        |
| Џон Малкович   | др. Џекил/гос. Хајд |
| Мајкл Шин      | Бредшо              |
| Џорџ Кол       | Пул                 |
| Кети Стаф      | гђа. Кент           |